# 755
Раннє Середньовіччя. У Східній Римській імперії продовжується правління Костянтина V. Більшу частину території Італії займає Лангобардське королівство, деякі області належать Візантії. У Франкському королівстві править король Піпін Короткий. Піренейський півострів окрім Королівства Астурія у руках маврів. В Англії триває період гептархії. Центр Аварського каганату лежить у Паннонії. Існують слов'янські держави: Карантанія та Перше Болгарське царство.
Аббасидський халіфат займає великі території в Азії та Північній Африці. У Китаї править династія Тан. В Індії почалося піднесення імперії Пала. В Японії продовжується період Нара. Хазарський каганат підпорядкував собі кочові народи на великій степовій території між Азовським морем та Аралом. Територію на північ від Китаю займає Уйгурський каганат.
На території лісостепової України в VIII столітті виділяють пеньківську й корчацьку археологічні культури. У VIII столітті продовжилося швидке розселення слов'ян. У Північному Причорномор'ї співіснують різні кочові племена, зокрема булгари, хозари, алани, авари, тюрки, кримські готи.

## Події
- Халіф Аббасидського халіфату Абу Джафар аль-Мансур звелів стратити Абу Мусліма, який привів його до влади, чим викликав бунт у Хорасані.
- Китайський полководець тюркського походження Ань Лушань підняв бунт проти династії Тан. Він захопив Лоян і підійшов до Чан'аня.
- Тисрондецан почав правити в Тибеті.
- Франкський король Піпін Короткий, виконуючи угоду з Папою Римським, відправив війська у похід проти лангобардського короля Айстульфа. Військо перейшоло Альпи й підійшло до Павії.
  - У кінці червня Айстульф змушений підписати угоду з Піпіном, за якою Равеннський екзархат та Корсика передаються у володіння Папи Римського. Це так званий дар Піпіна.
  - 17 липня Піпін Короткий затвердив монополію держави на карбування монет і випустив срібний деньє зі своєю монограмою.
- Абдаррахман I, якому вдалося уникнути винищення Омеядів при захопленні влади Аббасидами, висадився в Іспанії, де він заснує власний халіфат.
- Астурійський король Альфонсо I відбив у арабів Луго.
- Булгари здійснили похід на Константинополь, вимагаючи збільшення данини.
- Зникло кельтське королівство Ергінг.
- Повстання Ань Лушаня в імперії Тан.

## Померли
- Григорій I — неаполітанський дука (740—755).